# Дополнение (синтаксис)
Дополне́ние в синтаксисе — второстепенный член предложения, выраженный существительным или местоимением. Дополнение обозначает предмет или лицо, являющееся объектом действия, выраженного сказуемым. Отвечает на вопросы косвенных (все кроме именительного) падежей.
Традиционные теории структуры предложения делят простые предложения на подлежащее (субъект) и сказуемое (предикат); дополнение является частью сказуемого. Многие современные модели грамматики, например грамматика зависимостей, считает дополнение, как и подлежащее, аргументом (актантом) глагола.
Главный глагол определяет дополнение: переходный глагол (в отличие от непереходного) требует дополнения.
Термин комплемент связан с понятием «дополнение»: дополнение всегда является комплементом, но не наоборот. Более подробно этот вопрос рассматривается в теории валентности.

## Виды дополнений
Выделяют несколько видов дополнений. В русском языке выделяют прямое и косвенное дополнение. Дополнение, обозначающее предмет речи, мысли, восприятия (видеть корабль, сообщить известие), называют делиберативным объектом.
В английском языке выделяют также предложное дополнение (англ. prepositional object).
Некоторые авторы выделяют также «косое дополнение» (англ. oblique object); значение термина меняется от автора к автору.
В китайской грамматике глагол может иметь два прямых дополнения, которые называются «внутреннее» и «внешнее» дополнение.

## Классы глаголов
Глаголы отличаются по количеству и типу дополнений, которые они принимают. Например, глагол может получать одно дополнение: «Я покормил собаку», два дополнения: «Ты одолжил мне газонокосилку». Возвратные и непереходные глаголы дополнений получать не могут: «Я сижу», «Он радуется».

## Структура предложения
В грамматике зависимостей дополнение всегда находится не выше, чем подлежащее.
Дополнение относится к глагольной группе.

## Синтаксические категории
Обычно дополнение выражается существительным, местоимением, либо существительным.
Иногда дополнение может быть выражено инфинитивом: «Sam attempted to leave». При спрягаемом глаголе инфинитив является дополнением, а не основной частью сказуемого, если его действие относится к второстепенному члену («Я просил его уехать»), а не к подлежащему («Я решил уехать»).
Дополнение может быть выражено катафорой: «I believe it that she said that».
Кроме того, иногда дополнением может быть имя прилагательное либо причастие в значении существительного: «Не возвратить сделанного».
Словосочетания и фразеологизмы также могут быть дополнением.

## В русском языке
В русском языке дополнение отвечает на вопросы косвенных падежей (что? кого? чего? кому? чему? кем? чем? о ком? о чём?).
Выделяют прямое дополнение — беспредложное дополнение после переходного глагола (в русском языке — в винительном, иногда в родительном падеже) — и косвенное дополнение (в остальных случаях, после предлогов и косвенных падежей). Например:
Тренер вручил футболисту его первую медаль.
В данном предложении слово футболист является косвенным дополнением, а слово медаль — прямым.
Прямое дополнение у глагола обычно бывает одно, в то время как косвенных может быть несколько.
При разборе предложения дополнение подчеркивается штриховой линией (_ _ _).